# شنعار

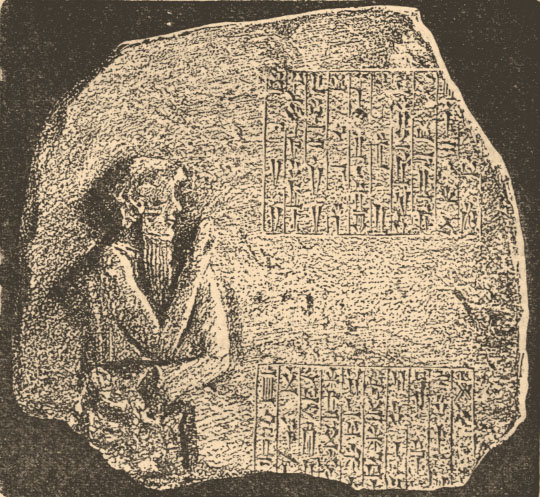

شِنْعَار هي منطقة معينة ذكرت في التوراة، غير محددة الحدود في بلاد الرافدين، الكلمة مشتقة من اللغة العبرية إما من شيني نَهَروت أي النهرين[بحاجة لمصدر] أو من الآشورية من «شينا» أي اثنان و«نارو» أي نهر، أو من شيني أريم أي المدينتين أو من كلمة سومرو أكد.

## التوراة العبرية
ذكرت كلمة شنعار 8 مرات في التوراة العبرية وكان يشير لها إلى بلاد بابل في العراق حاليا، موقع شنعار وصف عن مدينة بابل وأوروك التي تقع جنوب بلاد بابل في سفر التكوين في الكتاب المقدس حيث ذكرت أنها من المدن التي بناها نمرود ومع مدينتي أكد وكلنه، وذكرت أنه بني فيها برج بابل بعد الطوفان الكبير حيث تقول أن أولاد سام وحام ويافث.
وذكرت أيضا عن ملك كان يحكمها اسمه أمرافيل وذكرت أيضا في سفر يشوع وإشعيا ودانيال وزكريا.